# آناتولی الیزارنکو
آناتولی الیزارنکو (روسی: Анатолий Владимирович Олизаренко؛ ۲۵ سپتامبر ۱۹۳۶ – ۳۰ ژانویهٔ ۱۹۸۴) دوچرخه‌سوار اهل اتحاد جماهیر شوروی سوسیالیستی بود.
وی در مسابقات کشوری و بین‌المللی در مجموع برندهٔ ۱ مدال برنز شده‌است.